# The Knife (canción)
«The Knife» (en castellano «El cuchillo») es una canción del grupo de rock progresivo inglés Genesis, de su segundo álbum, Trespass, del año 1970. En cierta forma es su primera canción "clásica", ya que fue interpretada frecuentemente en vivo durante los primeros años del grupo; una versión en vivo de la misma aparece en el álbum Genesis Live del año 1973.
Desde entonces ha aparecido esporádicamente en su repertorio hasta el año 1982, aunque después de 1975 tocan una versión reducida de cuatro minutos. Fue lanzada en un álbum simple en mayo de 1971, pero no llegó a aparecer en los rankings.
La canción era inusualmente agresiva para el Genesis de ese momento, ya que la mayor parte de su trabajo consistía en un sonido acústico pastoral y letras poéticas. Se caracteriza por un riff de órgano similar a una marcha, guitarras y bajo sumamente distorsionados, y una percusión caótica. (Peter Gabriel ha dicho que quería escribir algo que tuviera la emoción del Rondo de The Nice, de ahí el nombre de la canción The Knife, en inglés su pronunciación es similar a The Nice). La letra de la canción se centra en las revoluciones violentas, mostrando cómo a aquellos que usan la violencia en nombre de la libertad a menudo sólo les interesa establecer su propia dictadura.
The Knife fue la canción más popular de Trespass, normalmente siendo tocada como un bis. Durante un concierto de 1970, Peter Gabriel se dejó llevar tanto con la interpretación de la canción, que al final de la misma saltó desde el escenario y cayó de pie junto a la audiencia, rompiéndose el tobillo al llegar al suelo.
En la portada del álbum simple aparecen (de izquierda a derecha) Gabriel, Rutherford, Banks, Phil Collins y Steve Hackett. Estos dos últimos no participaron de la grabación de la canción del álbum Trespass, pero se unieron al grupo al poco tiempo de la partida de John Mayhew y Anthony Phillips, interpretando así la canción en vivo.